# Прешо (Південна Дакота)
Прешо (англ. Presho) — місто (англ. city) в США, в окрузі Лайман штату Південна Дакота. Населення — 472 особи (2020).

## Географія
Прешо розташоване за координатами 43°54′26″ пн. ш. 100°3′30″ зх. д. / 43.90722° пн. ш. 100.05833° зх. д. (43.907158, -100.058370).  За даними Бюро перепису населення США в 2010 році місто мало площу 1,74 км², уся площа — суходіл.

## Демографія
Згідно з переписом 2010 року, у місті мешкало 497 осіб у 232 домогосподарствах у складі 136 родин. Густота населення становила 286 осіб/км².  Було 285 помешкань (164/км²).
Расовий склад населення:
| - 95,8 % — білих - 2,4 % — корінних американців |

До двох чи більше рас належало 1,6 %. Частка іспаномовних становила 0,2 % від усіх жителів.
За віковим діапазоном населення розподілялося таким чином: 22,7 % — особи молодші 18 років, 57,2 % — особи у віці 18—64 років, 20,1 % — особи у віці 65 років та старші. Медіана віку мешканця становила 46,5 року. На 100 осіб жіночої статі у місті припадало 105,4 чоловіків;  на 100 жінок у віці від 18 років та старших — 93,9 чоловіків також старших 18 років.
Середній дохід на одне домашнє господарство  становив 61 117 доларів США (медіана — 47 232), а середній дохід на одну сім'ю — 88 619 доларів (медіана — 64 583). Медіана доходів становила 44 000 доларів для чоловіків та 28 333 долари для жінок. За межею бідності перебувало 2,3 % осіб, у тому числі 0,0 % дітей у віці до 18 років та 6,5 % осіб у віці 65 років та старших.
Цивільне працевлаштоване населення становило 278 осіб. Основні галузі зайнятості: освіта, охорона здоров'я та соціальна допомога — 21,9 %, роздрібна торгівля — 18,3 %, сільське господарство, лісництво, риболовля — 18,0 %.